# Three brothers
|  | Denne artikel er oprettet af botten Steenthbot ud fra en ekstern database. Den kan derfor have sproglige fejl eller mangler. Denne skabelon kan fjernes efter kontrol af indholdet. |

Three brothers er en dansk kortfilm fra 2018 instrueret af Lasse Ulvedal Tolbøll. Oversat af Ali Abou El Zalaf.

## Handling
Asylansøgeren Tarek er blevet nægtet opholdstilladelse i Danmark og har taget flugten. Med sig har han sine to små brødre for at undgå, at de bliver sendt tilbage alene. Uden en klar destination og med meget få penge rejser de sydpå mod den tyske grænse. På vejen har de samlet en kattekilling op, som Tareks søskende knytter sig til. Da de løber tør for mad til killingen, får frustrationerne frit løb, og Tarek må løse problemet.

## Medvirkende
- Dulfi Al-Jabouri
- Lars Knutzon
- Sabil Altai
- Hosein Hamid Alfaridaw